# СМЗ С-1Л/С-3Л
СМЗ С-1Л/С-3Л — двухместный трёхколёсный автомобиль-мотоколяска, выпускавшаяся Серпуховским мотоциклетным заводом с 1952 по 1956 год. В 1956—1958 году выпускалась модификация С-3Л, отличавшаяся от базовой более мощным двигателем. Всего было изготовлено 19 128 мотоколясок С-1Л и 17 053 С-3Л.

## Технические характеристики
В скобках технические характеристики мотоколяски С3Л
- Количество дверей/мест — 2/ (2)
- Двигатель: одноцилиндровый карбюраторный мотоциклетный двухтактный двигатель Москва-М1А, 123 см³ (в С-3Л применялся двигатель мотоцикла Иж-49, 346 см³), модифицирован – оснащëн вентилятором и воздуховодом
- Расположение двигателя — сзади, поперечно

Тормоза задние — барабанные
- Тормоза передние — отсутствуют
- Шины — 4,50-9"

## Модификации
- C-1Л — базовый вариант мотоколяски, выпускался с 1952 по 1956 год.
- C-1Л-О — вариант с управлением одной правой рукой[1].
- C-1Л-ОЛ — вариант с управлением одной левой рукой[1].
- C-2Л — опытная модель с двухцилиндровым двигателем и незначительными изменениями в дизайне, серийно не выпускалась[2].
- С-3Л — модернизированный вариант мотоколяски с более мощным двигателем ИЖ-49, выпускался с 1956 по 1958 год.